# Pampers
Pampers è un marchio di pannolini della Procter & Gamble (multinazionale statunitense, con sede italiana a Roma)

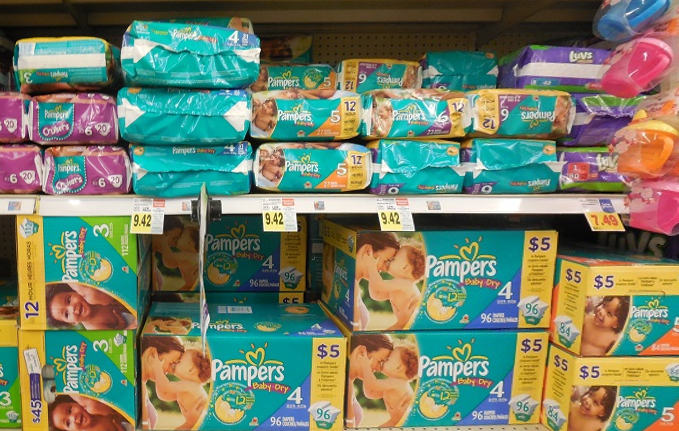
Alcuni prodotti

Nel 1961 il ricercatore della P&G Victor Mills non amava cambiare i pannolini di stoffa del suo nipotino neonato. Incaricò alcuni ricercatori della Exploratory Division della P&G a Miami Valley, Ohio, di cercare di realizzare un pannolino usa e getta migliore. Furono creati dai ricercatori della P&G tra cui Vic Mills e Norma Lueders Baker. Il nome "Pampers" fu coniato da Alfred Goldman, direttore creativo di Benton & Bowles.
Nel 1982 P&G ha sviluppato dei soffietti elastici singoli e doppi attorno alle zone delle gambe e della vita per facilitare la vestibilità e contenere l'urina o le feci che non erano state assorbite. Infatti il primo brevetto per l'uso di doppi soffietti in un pannolino risale al 1973 ad opera di P&G. Nel 1982 Pampers ha introdotto un pannolino elasticizzato con pieghe ad ala con arricciature elastiche per le gambe e nastri riallacciabili, che era un incrocio tra il design dei primi anni '60 e la moderna forma a clessidra, una caratteristica che è stata introdotta per la prima volta su Luvs nel 1976 e si è evoluta in uno standard del settore nel 1985.
Nel 1986 sono stati lanciati i pannolini sottili realizzati con materiale assorbente gelificante. Ciò ha fatto sì che il peso medio di un tipico pannolino di taglia media diminuisse del 50%.
Nel 1987 Pampers e Huggies introdussero entrambi sistemi di nastro frontale che consentono il riposizionamento del nastro laterale senza strappare il pannolino.
Negli anni '90 Pampers introdusse un pannolino più sottile noto come Ultra Dry Thins. I primi anni '90 videro anche l'introduzione di pannolini specifici per genere nel marchio Pampers; il prodotto tornò ai pannolini unisex verso la fine del decennio.
Nel 1993 Pampers introdusse la biancheria intima da allenamento, ma i Pampers Trainers furono un prodotto di breve durata. Pampers non vendette più biancheria intima da allenamento fino all'introduzione degli Easy Ups.
Nel 1996 P&G acquisì le salviette Baby Fresh da Kimberly-Clark; Kimberly-Clark aveva recentemente acquisito la Scott Paper Company, proprietaria di Baby Fresh, e le fu ordinato di vendere l'attività delle salviette.
Nel 1998 Procter & Gamble ha introdotto il suo pannolino più grande all'epoca, Pampers Baby-Dry Taglia 6. È stato promosso in una campagna pubblicitaria con la partecipazione del pediatra ed esperto di sviluppo infantile Dr. T. Berry Brazelton, che ha affermato di lasciare che il bambino decida quando è il momento giusto per insegnare a usare il vasino. I pannolini taglia 6 sono stati fatturati per i bambini in crescita. Anche Huggies ha introdotto un pannolino taglia 6 in questo periodo.
Nel 2018 l'azienda ha lanciato la sua nuova linea di pannolini chiamata Pampers Pure che è stata progettata senza sbiancanti al cloro, profumi, lozioni, parabeni, lattice di gomma naturale e 26 allergeni identificati dall'Unione Europea. Le salviette lanciate con la nuova collezione contengono il 99% di acqua e cotone di prima qualità. Pampers ha annunciato che l'obiettivo era quello di offrire ai genitori un'opzione per un marchio di pannolini naturali a prezzi accessibili.
Pubblicità con volti noti
Nel 1983 viene girato uno spot con una bambina di 19 mesi: era la cantautrice italiana Noemi, affermatasi nel panorama musicale dal 2009.